# Gushi

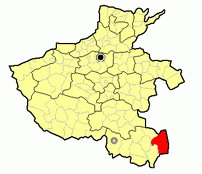
Lage von Gushi in Henan

Gushi (chin. 固始县; Pinyin: Gùshǐ Xiàn) ist ein Kreis der bezirksfreien Stadt Xinyang in der chinesischen Provinz Henan. Er hat eine Fläche von 2.941 km² und zählt 1.096.500 Einwohner (Stand: Ende 2018).
Die Stätte der Stadt aus dem Staat Fan (Fanguo gucheng yizhi 番国故城遗址) und der Ahnentempel von Cheng Yuanguang (Cheng Yuanguang zuci 陈元光祖祠) stehen auf der Liste der Denkmäler der Volksrepublik China.

## Administrative Gliederung
Auf Gemeindeebene setzt sich Gushi aus drei Straßenvierteln, 15 Großgemeinden und 15 Gemeinden zusammen. Diese sind:
- Straßenviertel Xiushui (秀水街道), Sitz der Kreisregierung;
- Straßenviertel Fancheng (番城街道);
- Straßenviertel Liaocheng (蓼城街道);
- Großgemeinde Chenji (陈集镇);
- Großgemeinde Chenlinzi (陈淋子镇);
- Großgemeinde Duanji (段集镇);
- Großgemeinde Fangji (方集镇);
- Großgemeinde Fenshuiting (分水亭镇);
- Großgemeinde Guolutan (郭陆滩镇);
- Großgemeinde Huzupu (胡族铺镇);
- Großgemeinde Jiangji (蒋集镇);
- Großgemeinde Liji (黎集镇);
- Großgemeinde Sanhejian (三河尖镇);
- Großgemeinde Shifodian (石佛店镇);
- Großgemeinde Wangliu (往流镇);
- Großgemeinde Wangpeng (汪棚镇);
- Großgemeinde Wumiaoji (武庙集镇);
- Großgemeinde Zhangguangmiao (张广庙镇);
- Gemeinde Caomiaoji (草庙集乡);
- Gemeinde Fenggang (丰港乡);
- Gemeinde Guantang (观堂乡);
- Gemeinde Hongbu (洪埠乡);
- Gemeinde Lidian (李店乡);
- Gemeinde Liushudian (柳树店乡);
- Gemeinde Magangji (马堽集乡);
- Gemeinde Quanhepu (泉河铺乡);
- Gemeinde Shahepu (沙河铺乡);
- Gemeinde Yangji (杨集乡);
- Gemeinde Nandaqiao (南大桥乡);
- Gemeinde Xuji (徐集乡);
- Gemeinde Zhanglaobu (张老埠乡);
- Gemeinde Zhaogang (赵岗乡);
- Gemeinde Zushimiao (祖师庙乡).